# Callater Burn
Der Callater Burn ist ein Fluss in der schottischen Council Area Aberdeenshire. Der letzte Ausflug Königin Viktorias mit ihrem 1861 verstorbenen Prinzgemahl Albert soll am 16. Oktober desselben Jahres durch den Glen Clunie in den Glen Callater geführt haben, den Albert aufgrund seiner Schönheit bewundert haben soll.

## Beschreibung
Der Callater Burn fließt an dessen Nordwestufer aus dem auf 501 Metern Höhe gelegenen Loch Callater in den zentralen Grampian Mountains ab. Er fließt zunächst für zwei Kilometer in vornehmlich nordwestlicher Richtung ab. Dann dreht er für weitere 2,5 Kilometer nach Norden, um dann abermals nach Nordwesten zu fließen. Drei Kilometer südlich von Braemar, nach insgesamt etwa sechs Kilometern, mündet der Callater Burn von rechts in das Clunie Water, das über den Dee in die Nordsee entwässert. Der Callater Burn passiert den Creag nan Gabhar, den Creag an Loch und den Meall an t-Slugain.
Sein Tal, der Glen Callater, umfasst auch den Loch Callater sowie dessen Hauptzufluss, den Allt na Loch. Es führt bis zum Tolmount nahe der Grenze zu Angus. Die Ufer des Callater Burns sind unbesiedelt. Nahe seiner Mündung überspannt die Auchallater Bridge, eine moderne Brücke entlang der A93, den Fluss.

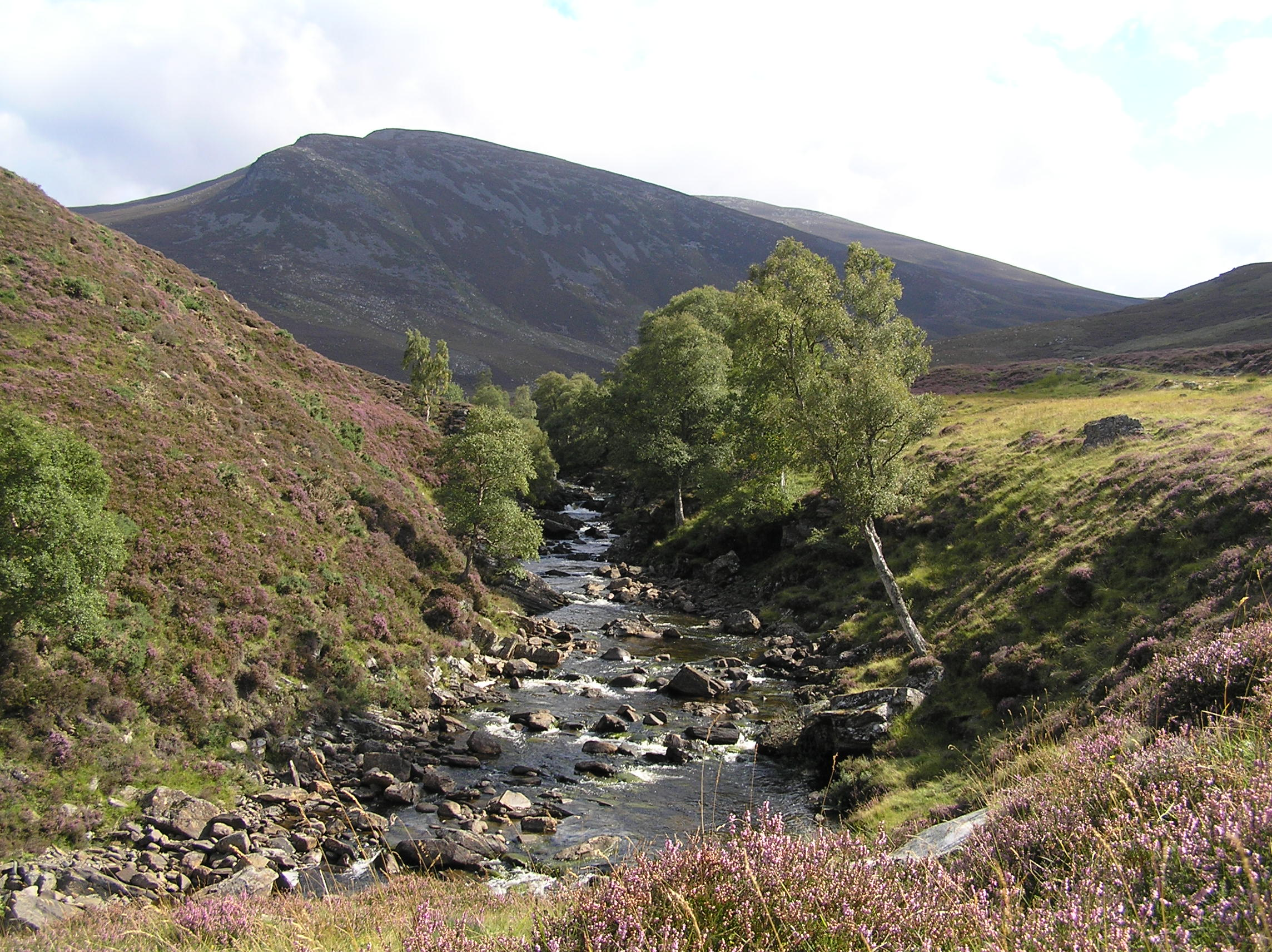
Oberlauf des Callater Burns
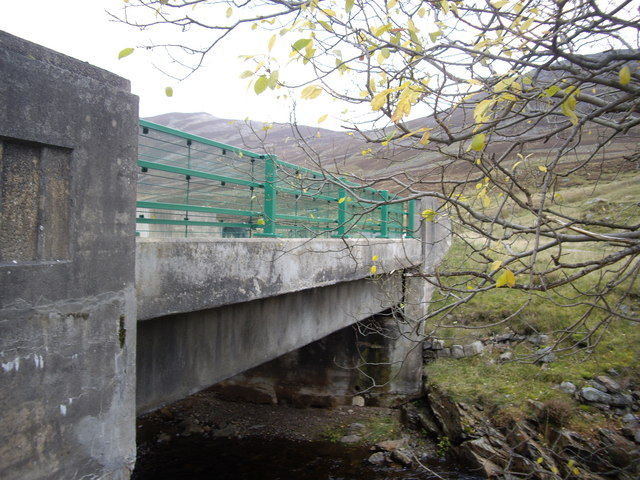
Auchallater Bridge
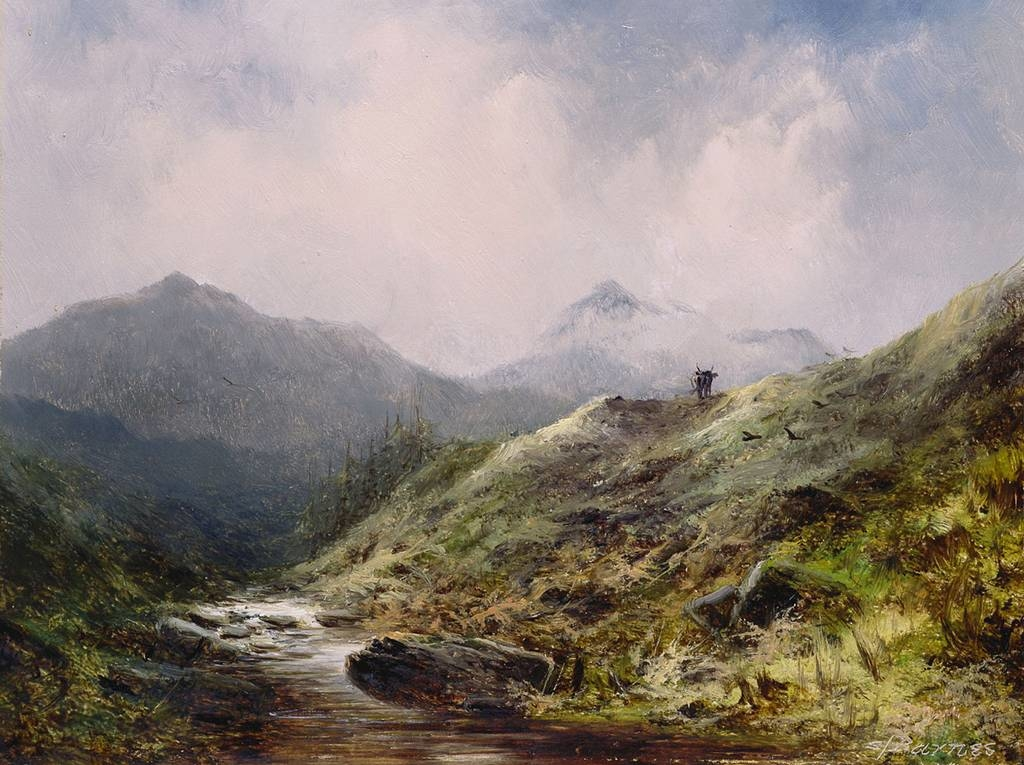
Gemälde des Glen Callater; Samuel Barnes, 1890er Jahre